# Marissa (Israel)
Koordinaten: 31° 36′ N, 34° 54′ O

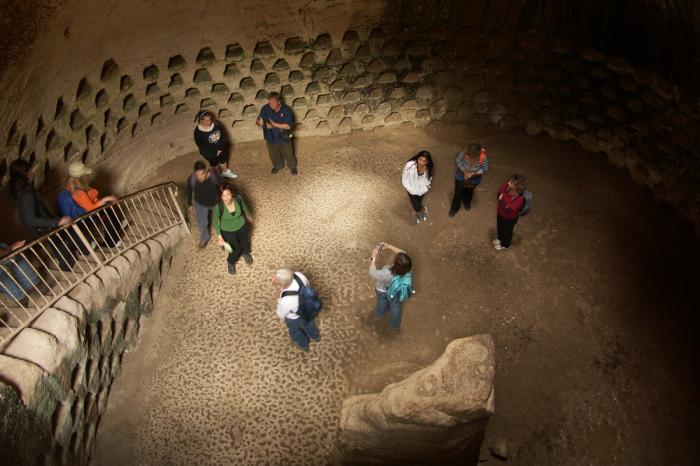
Höhle in Marissa

Marissa (hebräisch מָרֵאשָׁה Mareschah, auch מָרֵשָׁה) ist der antike Name einer kleinen antiken Stadt im heutigen Israel. Sie ist als Stadt Judas im südlichen Vorgebirgsland Schfelah zu verorten. Die UNESCO erhob Marissa 2014 zur Welterbestätte gemäß Kriterium 5.

## Name und Lage
Der Ort erscheint als Marescha in der Bibel.
Der heutige Ruinenhügel trägt die Bezeichnung Tell Sandahannah; dieser Name stammt von den Ruinen einer hier gelegenen Annenkirche („Santa Anna“).
Der Ort liegt im  südlichen Teil des Bet-Guvrin-Marissa-Nationalparks im Tiefland Judäas etwa 30 Kilometer östlich von Aschkelon unweit der Grenze zum Westjordanland.

## Geschichte des Ortes
Es erscheint als eher unwahrscheinlich, dass der in den Amarnabriefen (14. Jahrhundert v. Chr., Pharao Echnaton) erwähnte Ort Muchraschti (mu-uch-ra-asch-ti) mit Marescha identisch ist, da bei Ausgrabungen keinerlei Funde zu Tage traten, die älter sind als die Eisenzeit. Somit ist ein kanaanitischer Vorgänger der israelitischen Stadt nicht belegt.
Laut der Bibel gehörte der Ort in der Eisenzeit zu Judäa (1 Chr 2,42 ; 1 Chr 4,21 ). In 2 Chr 14,9 ff. wird der Ort erwähnt als Schauplatz einer Schlacht gegen eine einfallende äthiopische Armee, geführt von Serach, gegen Juda unter König Asa (um 900). Nach dem eindringlichen Gebet Asas wird die äthiopische Armee vernichtet (2 Chr 14,13). Um 587 v. Chr. wurde Marissa von den Babyloniern zerstört. Im Laufe der sog. „Perserzeit“ (ab Ende des 6. Jhds.) wurden die Idumäer von anderen Volksgruppen aus dem Süden in die durch die Babylonier entvölkerten südlichen Gegenden Judäas gedrängt und ließen sich hier nieder. Dabei bauten sie auch Marissa wieder auf und machten den Ort zu ihrer Hauptstadt. Im vierten Jahrhundert, zur Zeit hellenistischer Vorherrschaft in der Levante, lebte außerdem eine Gruppe von Phöniziern aus der Stadt Sidon in der nun von den Griechen Marissa genannten Stadt.
Der Ort wurde unter den Diadochen hellenisiert. Ab 312 v. Chr. wechselte die Region um Marissa im Zuge der Auseinandersetzungen von Seleukiden und Ptolemäern mehrfach ihre politische Zugehörigkeit; auch während diesen politischen Wirren blieb die Stadt jedoch die idumäische Hauptstadt.
Im Zuge der Makkabäerkriege wurde die Stadt im 1. Jhd. v. Chr. von Judäern zerstört und die Ruinen kurze Zeit okkupiert. Flavius Josephus erzählt, danach sei die Stadt wiederaufgebaut worden, um dann 40 v. Chr. endgültig von den Parthern zerstört zu werden. Archäologische Ausgrabungen widersprechen dem jedoch; offenbar blieb Marissa nach der Niederlage der Judäer um 63 v. Chr. verlassen.
Die innere Stadt wurde 1898 bis 1900 vollständig ausgegraben und eingehender untersucht als die meisten anderen hellenistischen Siedlungen in Palästina. Weitere Grabungen finden seither immer wieder statt. Die innere Stadt von Marissa ist nur 150 × 160 m groß und von einer Mauer umgeben. Im Kern befanden sich eine Ost-West verlaufende Hauptstraße und mehrere kleinere Straßen. Der Plan ist in etwa schachbrettartig und zeigt deutliche hellenistischen Einfluss. Um diese innere Stadt gibt es die sogenannte Unterstadt. Die Häuser waren oftmals über Höhlen errichtet. Ein Teil von ihnen wurde als Ölpressen benutzt, ein anderer Teil diente anscheinend als Columbarien. Außerhalb der Stadt gibt es eine Nekropole mit teilweise dekorierten Grabanlagen.